# ГЕС Евангер
ГЕС Евангер — гідроелектростанція на півдні Норвегії за півсотні кілометрів на північний схід від Бергена. Використовує ресурс із ряду річок, які впадають до східних відгалужень системи фіордів навколо острова Osterøy.
Хоча основна частина водозбірної системи станції знаходиться у сточищі річки Eksingedalsvassdraget, яка тече до Eidsfjorden (сполучається з Veafjorden, що простягається уздовж східної сторони острова Osterøy), проте найвіддаленіший її пункт розташований у сточищі Steinslandsvassdraget, яка впадає до Mofjorden (північно-східне продовження Romarheimsfjorden, що простягається уздовж північної сторони зазначеного вище острова). Тут розташований водозабір на сховищі Kvanngrodvatnet, яке природним шляхом дренується через Krossdalselvi ліворуч до Steinslandsvassdraget. У цьому резервуарі з площею поверхні 0,81 км2 припустиме коливання рівня поверхні в діапазоні 28 метрів, а накопичений ресурс скидається до тунелю завдовжки близько 4 км, який прямує до водосховища Holskardvatnet, створеного на річці Hodnafjellselvi (ліва притока Berdalselvi, ще однієї лівої притоки Steinslandsvassdraget). На своєму шляху між озерами тунель сполучений з водозабором на Sørdalselvi (так само впадає ліворуч у Steinslandsvassdraget). Holskardvatnet має площу поверхні 4,2 км2 та корисний об'єм у 236,7 млн м3, що забезпечується коливанням рівня між позначками 796 та 865,5 метра НРМ.
Ресурс із Holskardvatnet подається на південь, до прокладеного під водорозділом тунелю завдовжки близько 2,5 км, який завершується у водосховищі Askjellsdalsvatnet. Останнє створене на Norddalselvi, правій притоці Eksingedalsvassdraget, за допомогою кам'яно-накидної греблі з моренним ядром та має площу поверхні 2,8 км2 і корисний об'єм 86,7 млн м3, що забезпечується коливанням рівня між позначками 750 та 805 метрів НРМ. Вище по течії Norddalselvi знаходиться сховище Skjerjavatnet, котре мало діапазон коливань між позначками 944 та 964 метри НРМ. В 2005 році його передали до складу водозбірної мережі ГЕС Нігард, що використовує ресурс переважно зі сточища Steinslandsvassdraget.
Із Askjellsdalsvatnet починається головний дериваційний тунель завдовжки (без урахування відгалужень) 34,4 км з перетином 30 м2. Він прямує в цілому в південному напрямку та на своєму шляху сполучений з численними водозаборами, котрі знаходяться на:
- Buhellerbekken (ліва притока Norddalselvi);
- водосховищі Kvanndalsvatnet, яке природним шляхом дренується через Kvanndalselvi (так само ліва притока Norddalselvi) та має припустиме коливання рівня між позначками 790 та 805 метрів НРМ (в тому числі на 11 метрів за рахунок здреновування нижче природного рівня);
- Eitro (права притока Eksingedalsvassdraget);
- водосховищі Grondalsvatnet, котре створене на самій Eksingedalsvassdraget та має площу поверхні 1,1 км2 та припустимий діапазон коливань у 33 метри. Його рівень нижчий від рівня дериваційної траси, котра долає долину Eksingedalsvassdraget за допомогою акведука, прокладеного по греблі цього сховища. Тому для подачі води тут працює насосна станція Grøndalsvatn потужністю 1,4 МВт, здатна перекачувати 4 м3/с;
- водосховищі Torvedalsjorni, яке природним шляхом дренується через Torvedalselvi (ліва притока Eksingedalsvassdraget);
- водосховищі Kvitanosdalen, розташованого на elv i Kvitanosdalen (ліва притока Torvedalselvi);
- Sødalselvi (впадає ліворуч до Eksingedalsvassdraget);
- elv i Fjellbotnaskardet, (чергова ліва притока Eksingedalsvassdraget) та її правому допливі струмку Lonelva, від яких до головної траси прямує бічний тунель;
- Bjørndalselvi, правій притоці Teigdalselvi, котра в свою чергу є правою притокою Vossovassdraget (впадає до Bolstadfjorden, який сполучається зі згаданим вище Veafjorden південніше від Eidsfjorden);
- самої Teigdalselvi, при цьому ресурс із розташованого вище по течії водосховища Stora Volavatnet (площа поверхні 2,4 км2, діапазон коливань 32 метри) надходить через ГЕС Oksebotn (11 МВт);
- Kvitlo, лівої притоки Teigdalselvi.

У підсумку весь зібраний ресурс надходить до машинного залу, де встановлено три турбіни типу Пелтон потужністю по 110 МВт, які використовують напір у 770 метрів та забезпечують виробництво 1351 млн кВт-год електроенергії на рік.
Відпрацьована вода по відвідному тунелю довжиною близько 1 км транспортується до Vossovassdraget.